# Castillo de Solius
El castillo de Solius es un monumento del municipio de Santa Cristina de Aro en la comarca del Bajo Ampurdán declarado bien cultural de interés nacional.

## Descripción
Quedan unos pocos vestigios en una peña escarpada, sobre la parroquia. De época medieval tan sólo quedan los rebajes artificiales hechos en la roca. Una parte se reedificó con motivo de las guerras del siglo XIX.
En una de las paredes fortificadas aún se conserva una puerta de arco rebajado que da acceso a unas escaleras para subir, incluso muchas de ellas están picadas sobre la piedra. A lo largo de los muros que quedan del castillo se encuentran agujeros redondeados que antiguamente servían para poner estructuras de madera para cerrar el acceso al recinto.
A media montaña se conserva una cisterna o recogedor de agua hecho de piedra y que está tapado por la espesura.

## Historia
La fortaleza no aparece documentada antes del 1485, durante las Guerras de los Remensas, momento en que se la apodera Miguel Safont de Cassà de la Selva.
Era un habitáculo normal y, en peligro de guerra, era una fortaleza. Consta que algunos campesinos de Solius estaban obligados a su defensa, dado que pertenecía a la Sede de Gerona: "a hacer guardias en dicho castillo y personal para hacer barreras y barbacanas".
Con el tiempo perdió importancia por su difícil mantenimiento. El propietario de Can Dalmau hizo obras en 1830 (en época carlista) de escasa solidez, que son las que se han conservado hasta ahora.